# Ахметово (посёлок железнодорожного разъезда, Татарстан)
Ахметово — посёлок железнодорожного разъезда в Нурлатском районе Татарстана. Входит в состав Ахметовского сельского поселения.

## География
Находится в южной части Татарстана на расстоянии приблизительно 8 км на запад-юго-запад по прямой от районного центра города Нурлат на железнодорожной линии Ульяновск-Уфа.

## История
Основан в 1951 году, назывался также как Ахметьево.

## Население
Постоянных жителей было в 1958 — 85, в 1970 — 31, в 1979 — 24, в 1989 — 11, в 2002 году 7 (татары 72 %), в 2010 году 6.